# 大塚ひとみ
大塚 ひとみ（おおつか ひとみ、1993年3月30日 - ）は、日本のフリーアナウンサー・気象キャスターである。事務所は無所属。

## 来歴
- 印西市出身。
- 立正大学心理学部を卒業した後、NHK宇都宮放送局へ入局。その後、AM局栃木放送へ入社し、アナウンサーを務める。
- 栃木放送退職後、2017年4月からはウェザーニューズと契約し気象キャスターとなる。
- 2021年6月を以ってウェザーニューズとの契約を終了。

## 出演番組
- スポーツニッポン 連載 釣り女子アナの伝えたいこと
- YouTube スポニチチャンネル 釣り女子アナリポート

- bayfm SUNDAY STEPPER（日曜 6:30 - 8:00生放送、魚魚サンデー 【7:30】）

## 過去の出演番組

### ウェザーニューズ
他の気象キャスターとシフト制で出演していた。
- 日本海テレビジョン放送 金曜スパイス‼︎（金曜 15:50 - 16:50生放送、お天気コーナー）
- bayfm POWER BAY MORNING（月 - 金曜 5:00 - 8:57生放送、bayfm weather updates 【7:00】）
- bayfm AWAKE（月 - 金曜 5:00 - 8:57生放送、bayfm weather updates 【7:00】）
- bayfm miracle!!（月 - 木曜 9:00 - 12:00生放送、bayfm weather updates 【9:55】）
- bayfm MOTIVE!!（金曜 9:00 - 12:41生放送、bayfm weather updates 【9:55】）
- bayfm OCEAN TRIBE（土曜、日曜 5:00 - 6:26生放送、bayfm weather updates 【5:30】）
- bayfm SUNDAY STEPPER（日曜 6:30 - 8:00生放送、bayfm weather updates 【6:43】【7:15】）
- NACK5 Good Luck! Morning!（月 - 木曜 6:00 - 9:00生放送、MORNING WEATHER【6:11】）
- NACK5 レディオ ファントム（金曜 6:00 - 9:00生放送、MORNING WEATHER【6:11】）
- 横浜エフエム放送 Sunset Breeze（日曜 16:00 - 18:15生放送、お天気コーナー）
- エフエム群馬 WAIWAI Groovin'（月 - 金曜 7:30 - 11:00生放送、お天気コーナー【7:49】）
- エフエム仙台 Morning Brush（月 - 金曜 7:30 - 11:00生放送、お天気コーナー）

### NHK宇都宮放送局
- ひるまえほっと（月 - 金曜 11:05 - 11:54生放送）
- とちぎ640（月 - 金曜 18:40 - 19:00生放送）

### 栃木放送
- グレイト!!!（月 - 水曜 9:00 - 16:00生放送）
- まるきん大行進（金曜 9:00 - 16:00生放送）
- CRT高校野球実況中継（不定期）